# Biesse
Biesse è una azienda italiana che opera nel mercato delle macchine e dei sistemi destinati alla lavorazione di legno, vetro, pietra, plastica e materiali tecnologici. Fondata a Pesaro nel 1969 da Giancarlo Selci, Biesse S.p.A. è quotata dal 2001 alla Borsa Italiana, dove è presente negli indici FTSE Italia Mid Cap e FTSE Italia STAR.
Biesse sviluppa macchine e sistemi per la produzione di mobili, serramenti, componenti per l’edilizia, nautica ed aerospace. Realizza l’85% del proprio fatturato consolidato all’estero, opera in più di 160 Paesi grazie a 14 stabilimenti produttivi e ad una presenza diretta nei principali mercati mondiali.

## Storia
Nasce nel 1969 e in pochi anni diventa parte integrante del distretto italiano del mobile. Nel 1989 intraprende un processo di internazionalizzazione che contribuisce ad affermare il marchio nel mondo. L’azienda oggi conta 36 Legal Entities, 14 siti produttivi, più di 250 brevetti registrati, clienti in circa 160 Paesi, circa 4.300 fra dipendenti e collaboratori in tutto il mondo. Nel 2021 Biesse apre le sedi anche in Israele e Giappone e acquisisce Forvet S.p.a. Costruzione Macchine Speciali, azienda produttrice di macchine speciali automatizzate per la lavorazione del vetro.